# Leichtathletik-Weltmeisterschaften der Behinderten 2006/Teilnehmer (Senegal)
| stlisierte Goldmedaille | stlisierte Silbermedaille | stlisierte Bronzemedaille |
| ----------------------- | ------------------------- | ------------------------- |
| —                       | —                         | —                         |

Aus Senegal nahmen eine Athletin und fünf Athleten bei den Leichtathletik-Weltmeisterschaften der Behinderten 2006 im September in der niederländischen Stadt Assen teil. An den Start ging jedoch nur die Athletin.

## Ergebnisse

### Frauen
| Athletinnen | Wettbewerb              | Vorlauf / Vorkampf | Vorlauf / Vorkampf | Halbfinale   | Halbfinale | Finale             | Finale |
| Athletinnen | Wettbewerb              | Zeit / Weite       | Rang               | Zeit / Weite | Rang       | Zeit / Weite       | Rang   |
| ----------- | ----------------------- | ------------------ | ------------------ | ------------ | ---------- | ------------------ | ------ |
| Mada Sow    | 400 m Rennrollstuhl T54 | –                  | –                  | 1:06,48 min  | 4          | nicht qualifiziert | 12     |
| Mada Sow    | 800 m Rennrollstuhl T54 | –                  | –                  | 2:15,42 min  | 5          | nicht qualifiziert | 14     |

### Männer
| Athleten        | Wettbewerb              | Vorlauf / Vorkampf | Vorlauf / Vorkampf | Halbfinale   | Halbfinale | Finale       | Finale |
| Athleten        | Wettbewerb              | Zeit / Weite       | Rang               | Zeit / Weite | Rang       | Zeit / Weite | Rang   |
| --------------- | ----------------------- | ------------------ | ------------------ | ------------ | ---------- | ------------ | ------ |
| Francois Sambou | 100 m T11               | DNS                | –                  | –            | –          | –            | –      |
| Ousmane Ndong   | 100 m T46               | DNS                | –                  | –            | –          | –            | –      |
| Moussa Ba       | 400 m T46               | –                  | –                  | DNS          | –          | –            | –      |
| Ousmane Ndong   | 400 m T46               | –                  | –                  | DNS          | –          | –            | –      |
| Moussa Thiaw    | 100 m Rennrollstuhl T54 | DNS                | –                  | –            | –          | –            | –      |
| Moussa Thiaw    | 800 m Rennrollstuhl T54 | DNS                | –                  | –            | –          | –            | –      |
| Moussa Ba       | Weitsprung F46          | –                  | –                  | –            | –          | DNS          | –      |
| Mor Ndiaye      | Kugelstoßen F58         | –                  | –                  | –            | –          | DNS          | –      |
| Mor Ndiaye      | Speerwurf F58           | –                  | –                  | –            | –          | DNS          | –      |